# Байрам Байрам
Байрам Юзкан Байрам е български политик от ДПС. Народен представител от Движението за права и свободи в XLV, XLVI, XLVII, XLVIII и XLIX народно събрание. Три мандата е общински съветник в община Кърджали.

## Биография
Байрам Байрам е роден на 5 август 1986 г. в град Кърджали, Народна република България. Неговите корени са от село Сухово, Ардинско. Средното си образование завършва ПГИ „Алеко Констнантинов“ в Кърджали. Завършва висше образование със специалностите „Финанси“ и „Педагогика по история и география“ във Великотърновския университет „Св. св. Кирил и Методий“. Придобива магистърска степен по екология и опазване на екосистемите в ПУ „Паисий Хилендарски“. Завършва също Националната програма „Управленски умения“ в Българското училище за политика „Димитър Паница“ към Нов български университет. Работи като мениджър на банка в Кърджали.
През 2005 г. става член на ДПС. През 2007 г. учредява академичната организация на Младежкото ДПС във Велико Търново. През 2013 г. става областен председател на Младежкото ДПС в Кърджали.